# Chorthippus cialancensis
Chorthippus cialancensis is een rechtvleugelig insect uit de familie veldsprinkhanen (Acrididae). De wetenschappelijke naam van deze soort is voor het eerst geldig gepubliceerd in 1986 door Nadig.
1. ↑  (en) Chorthippus cialancensis op de IUCN Red List of Threatened Species.